# Tartu (município rural)
Tartu (em estoniano:  Tartu vald) é um município rural estoniano localizado na região de Tartumaa.